# Związkowiec
Związkowiec – polski tygodnik wydawany w Kanadzie od 1932, oficjalny organ Związku Polaków w Kanadzie. W latach 1964–1977 jego redaktorem naczelnym był Benedykt Heydenkorn. Od lipca 2004 pod nowym tytułem „Czas-Związkowiec”, po połączeniu z wydawanym w Winnipegu tygodnikiem „Czas”.